# Las Lajas (Honduras)
Las Lajas is een gemeente (gemeentecode 0320) in het departement Comayagua in Honduras. De gemeente grenst aan het stuwmeer El Cajón.
De gemeente is van recente datum. Tot 1986 maakte het dorp deel uit van de gemeente Ojos de Agua.

## Bevolking
De bevolking is als volgt verdeeld:
| Vrouwen | 7613 | 50,6% |
| Mannen  | 7425 | 49,4% |

## Dorpen
De gemeente bestaat uit negen dorpen (aldea), waarvan de grootste qua inwoneraantal: Las Lajas (code 032001) en Buen Pastor (032002).